# Порядок наследования баденского престола

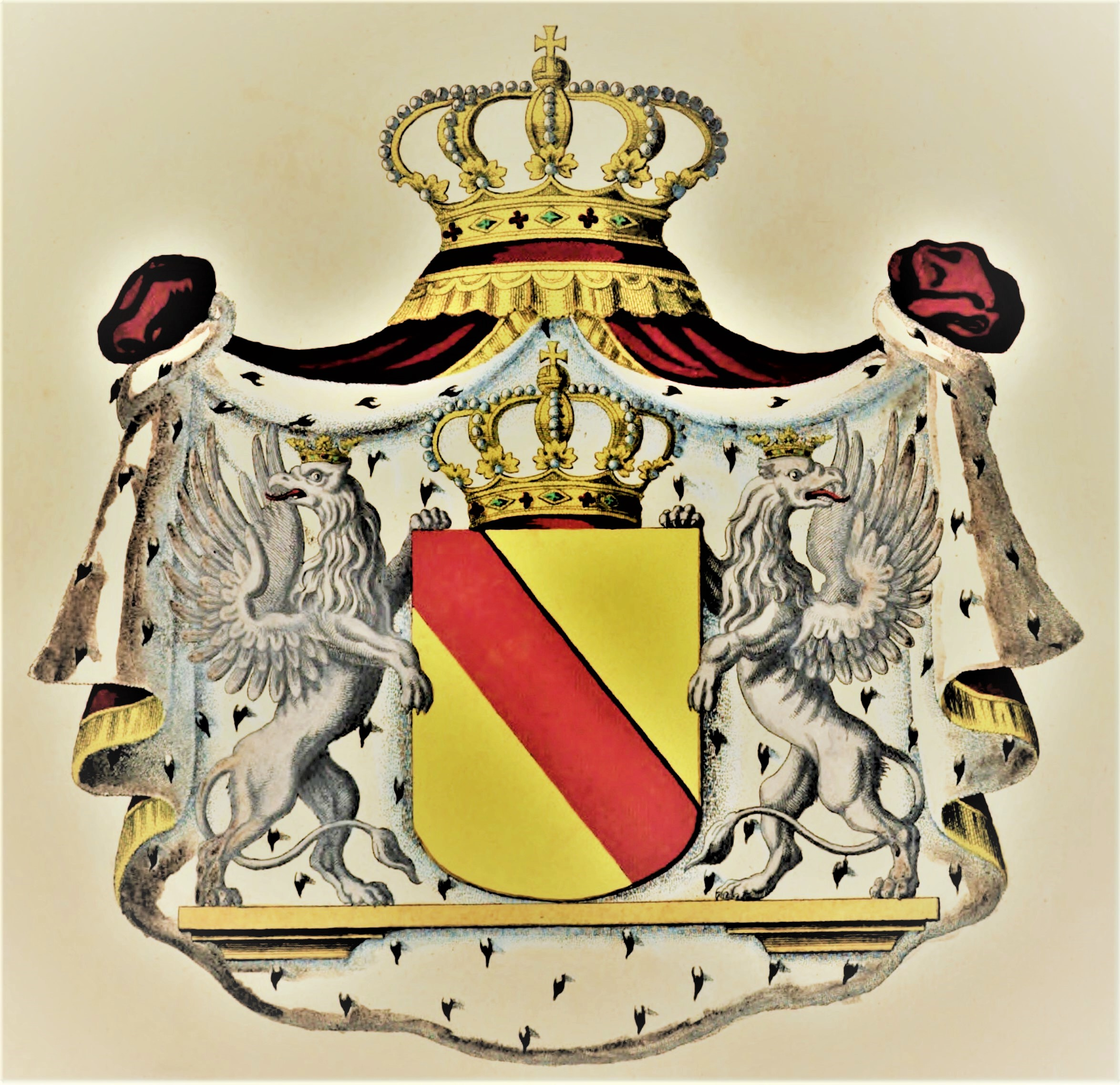
Герб Великого герцогства Баден

Великое герцогство Баденское было упразднено в конце 1918 года в вместе с остальными монархиями, которые входили в состав Германской империи. Последний великий герцог Баденский Фридрих II (1857—1928), правивший в 1907—1918 годах, отрекся от герцогского престола в Карлсруэ 22 ноября 1918 года. В настоящее время (с 1963 года) главой герцогского дома является Максимилиан, маркграф Баденский и герцог Церингенский (род. 1933).

## История
В конце XVIII века Баденский герцогский дом был на грани исчезновения. К 1817 году мужскими представителями династии являлись великий герцог Карл (1786—1818) и его неженатый дядя, принц Людвиг (1763—1830). В случае угасания мужской линии династии Баденский герцогский трон должен был перейти к баварскому королю Максимилиану I. Единственной альтернативой для великого герцога Карла Баденского было признание его дядей, графов фон Гохберг, Леопольда (1790—1852), Вильгельма (1792—1859) и Максимилиана (1796—1882), рожденных в морганатическом браке, в качестве полноправных членов герцогской династии. 4 октября 1817 года великий герцог Карл издал династический закон, признающий его дядей в качестве принцев Баденских. 10 июля 1819 года права графов Гохберг на баденский герцогский престол было признано великими державами . В 1830 году после смерти герцога Людвига граф Леопольд фон Гохберг унаследовал баденский герцогский престол. Его потомки управляли Баденом до 1918 года.
В Великом герцогстве Баденском порядок наследования определялся в соответствии с полусалическим законом с преимуществом для мужских членов династии. Женщины допускались к наследованию лишь по совершенном прекращении всех потомков мужского пола данной династии.

### Порядок престолонаследия в 1918 году

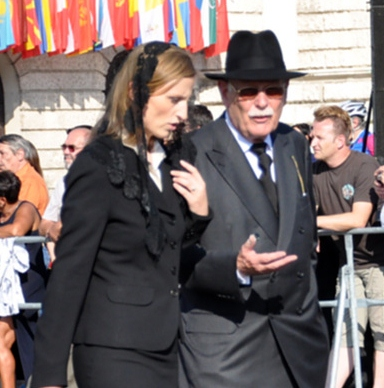
Маркграф Макс Баденский и принцесса София Изенбургская на похоронах эрцгерцога Отто фон Габсбурга в 2011 году

- Леопольд I, великий герцог Баденский (1790—1852)
  -  Фридрих I, великий герцог Баденский (1826—1907)
    -   Фридрих II, великий герцог Баденский (род. 1857)

  -  Принц Вильгельм Баденский (1829—1897)
    -  (1) Принц Максимилиан Баденский (род. 1867)
      -  (2) Принц Бертольд Баденский (род. 1906)

## Текущая линия наследования престола
- Леопольд I, великий герцог Баденский (1790—1852)
  -  Фридрих I, великий герцог Баденский (1826—1907)
    -   Фридрих II, великий герцог Баденский (1857—1928)

  -  принц Вильгельм Баденский (1829—1897)
    -  Максимилиан, маркграф Баденский (1867—1929)
      -  Бертольд, маркграф Баденский (1906—1963)
        - Максимилиан, маркграф Баденский (1933—2022)
          - Бернхард, маркграф Баденский (род. 1970)
            - (1) Леопольд, наследный принц Баденский (род. 2002)
            - (2) Принц Фридрих (род. 2004)
            -  (3) Принц Карл-Вильгельм (род. 2006)

          - (4) Принц Леопольд (род. 1971)
          -  (5) Принц Михаэль (род. 1976)

        -  (6) Принц Людвиг (род. 1937)
          -  (7) Принц Бертольд (род. 1976)[4]
            - (8) Принц Максимилиан (род. 2023)